# Nosocomiaal
Nosocomiaal (Grieks: ὁ νοσος = ziekte, κομέω=zorg) betekent 'van het ziekenhuis'.
Een nosocomiale infectie (ziekenhuisinfectie) betreft een door verblijf in het ziekenhuis ontstane infectie.